# Bóng đá tại Thế vận hội Mùa hè 2024 – Giải đấu Nữ – Bảng B
Bảng B của giải bóng đá nữ tại Thế vận hội Mùa hè 2024 sẽ diễn ra từ ngày 25 đến ngày 31 tháng 7 năm 2024. Bảng này bao gồm Úc, Đức, Hoa Kỳ và Zambia. Hai đội đứng đầu và hai đội đứng thứ ba có thành tích tốt nhất sẽ giành quyền vào vòng đấu loại trực tiếp.

## Các đội tuyển
| Vị trí bốc thăm | Đội tuyển | Nhóm | Liên đoàn | Tư cách vượt qua vòng loại                                             | Ngày vượt qua vòng loại | Tham dự Thế vận hội | Tham dự cuối cùng | Thành tích tốt nhất lần trước            |
| --------------- | --------- | ---- | --------- | ---------------------------------------------------------------------- | ----------------------- | ------------------- | ----------------- | ---------------------------------------- |
| A1              | Hoa Kỳ    | 1    | CONCACAF  | Vô địch Giải vô địch bóng đá nữ Bắc, Trung Mỹ và Caribe 2022           | 18 tháng 7 năm 2022     | 7 lần               | 2020              | Huy chương Vàng (1996, 2004, 2008, 2012) |
| A2              | Zambia    | 4    | CAF       | Top 2 Vòng loại bóng đá nữ Thế vận hội Mùa hè 2024 khu vực châu Phi    | 9 tháng 4 năm 2024      | 1 lần               | 2020              | Hạng 9 (2020)                            |
| A3              | Đức       | 2    | UEFA      | Top 2 Vòng chung kết Giải vô địch bóng đá nữ các quốc gia châu Âu 2024 | 28 tháng 2 năm 2024     | 5 lần               | 2016              | Huy chương Vàng (2016)                   |
| A4              | Úc        | 3    | AFC       | Top 2 Vòng loại bóng đá nữ Thế vận hội Mùa hè 2024 khu vực châu Á      | 28 tháng 2 năm 2024     | 4 lần               | 2020              | Hạng 4 (2020)                            |

## Bảng xếp hạng
| VT | Đội    | ST | T | H | B | BT | BB | HS | Đ | Giành quyền tham dự                 |
| -- | ------ | -- | - | - | - | -- | -- | -- | - | ----------------------------------- |
| 1  | Hoa Kỳ | 3  | 3 | 0 | 0 | 9  | 2  | +7 | 9 | Đi tiếp vào vòng đấu loại trực tiếp |
| 2  | Đức    | 3  | 2 | 0 | 1 | 8  | 5  | +3 | 6 | Đi tiếp vào vòng đấu loại trực tiếp |
| 3  | Úc     | 3  | 1 | 0 | 2 | 7  | 10 | −3 | 3 |                                     |
| 4  | Zambia | 3  | 0 | 0 | 3 | 6  | 13 | −7 | 0 |                                     |

Ở vòng tứ kết:
- Đội nhất bảng B là Hoa Kỳ đấu với đội nhì bảng C là Nhật Bản.
- Đội nhì bảng B là Đức đấu với đội nhì bảng A là Canada.

## Các trận đấu

### Đức vs Úc
| Đức                                       | 3–0      | Úc |
| ----------------------------------------- | -------- | -- |
| - Hegering 24' - Schüller 64' - Brand 68' | Chi tiết |    |

| Đức | Úc |

| GK                         | 12 | Ann-Katrin Berger  |       |     |
| RB                         | 15 | Giulia Gwinn       |       |     |
| CB                         | 3  | Kathrin Hendrich   |       |     |
| CB                         | 5  | Marina Hegering    |       | 73' |
| LB                         | 2  | Sarai Linder       |       |     |
| RM                         | 16 | Jule Brand         |       |     |
| CM                         | 6  | Janina Minge       | 45+1' | 73' |
| CM                         | 9  | Sjoeke Nüsken      |       | 46' |
| LM                         | 17 | Klara Bühl         |       | 89' |
| CF                         | 11 | Alexandra Popp (c) |       |     |
| CF                         | 7  | Lea Schüller       |       |     |
| Thay người:                |    |                    |       |     |
| MF                         | 8  | Sydney Lohmann     |       | 46' |
| DF                         | 4  | Bibiane Schulze    |       | 73' |
| MF                         | 14 | Elisa Senß         |       | 73' |
| FW                         | 18 | Vivien Endemann    |       | 89' |
| Huấn luyện viên tạm quyền: |    |                    |       |     |
| Horst Hrubesch             |    |                    |       |     |

| GK               | 1  | Mackenzie Arnold  |     |     |
| RB               | 12 | Ellie Carpenter   |     |     |
| CB               | 14 | Alanna Kennedy    |     |     |
| CB               | 15 | Clare Hunt        |     |     |
| LB               | 7  | Steph Catley (c)  |     | 77' |
| RM               | 16 | Hayley Raso       |     | 77' |
| CM               | 6  | Katrina Gorry     |     | 59' |
| CM               | 8  | Kyra Cooney-Cross |     |     |
| LM               | 5  | Cortnee Vine      |     | 59' |
| CF               | 11 | Mary Fowler       |     |     |
| CF               | 9  | Caitlin Foord     | 22' | 77' |
| Thay người:      |    |                   |     |     |
| FW               | 19 | Sharn Freier      |     | 59' |
| MF               | 17 | Clare Wheeler     |     | 59' |
| FW               | 2  | Michelle Heyman   |     | 77' |
| MF               | 10 | Emily van Egmond  |     | 77' |
| DF               | 3  | Kaitlyn Torpey    |     | 77' |
| Huấn luyện viên: |    |                   |     |     |
| Tony Gustavsson  |    |                   |     |     |

| Trợ lý trọng tài: Sandra Ramírez (México) Karen Díaz (México) Trọng tài thứ tư: Anahí Fernández (Uruguay) Trợ lý trọng tài video: Carlos del Cerro Grande (Tây Ban Nha) Trợ lý tổ trợ lý trọng tài video: Sivakorn Pu-udom (Thái Lan) |

### Hoa Kỳ vs Zambia
| Hoa Kỳ                          | 3–0      | Zambia |
| ------------------------------- | -------- | ------ |
| - Rodman 17' - Swanson 24', 25' | Chi tiết |        |

| Hoa Kỳ | Zambia |

| GK               | 1  | Alyssa Naeher     |     |     |
| RB               | 2  | Emily Fox         |     |     |
| CB               | 4  | Naomi Girma       |     |     |
| CB               | 12 | Tierna Davidson   |     |     |
| LB               | 7  | Crystal Dunn      |     |     |
| CM               | 10 | Lindsey Horan (c) |     | 65' |
| CM               | 16 | Rose Lavelle      |     | 46' |
| CM               | 17 | Sam Coffey        |     |     |
| RF               | 5  | Trinity Rodman    | 44' | 65' |
| CF               | 9  | Mallory Swanson   |     | 65' |
| LF               | 11 | Sophia Smith      |     | 43' |
| Thay người:      |    |                   |     |     |
| FW               | 8  | Lynn Williams     |     | 43' |
| MF               | 3  | Korbin Albert     |     | 46' |
| DF               | 6  | Casey Krueger     |     | 65' |
| DF               | 13 | Jenna Nighswonger |     | 65' |
| DF               | 14 | Emily Sonnett     |     | 65' |
| Huấn luyện viên: |    |                   |     |     |
| Emma Hayes       |    |                   |     |     |

| GK               | 18 | Ngambo Musole      |     |     |
| RB               | 4  | Esther Siamfuko    |     |     |
| CB               | 5  | Pauline Zulu       | 34' |     |
| CB               | 3  | Lushomo Mweemba    |     |     |
| LB               | 13 | Martha Tembo       | 45' |     |
| RM               | 10 | Grace Chanda       |     | 38' |
| CM               | 14 | Prisca Chilufya    |     | 37' |
| CM               | 15 | Hellen Chanda      |     |     |
| LM               | 17 | Racheal Kundananji |     |     |
| SS               | 11 | Barbra Banda (c)   |     |     |
| CF               | 9  | Kabange Mupopo     |     |     |
| Thay người:      |    |                    |     |     |
| MF               | 12 | Avell Chitundu     |     | 37' |
| DF               | 16 | Esther Muchinga    |     | 38' |
| Huấn luyện viên: |    |                    |     |     |
| Bruce Mwape      |    |                    |     |     |

| Trợ lý trọng tài: Rafael Alves (Brasil) Guillerme Camilo (Brasil) Trọng tài thứ tư: Veronika Bernatskaia (Kyrgyzstan) Trợ lý trọng tài video: Daiane Muniz (Brasil) Trợ lý tổ trợ lý trọng tài video: Rodrigo Carvajal (Chile) |

### Úc vs Zambia
| Úc                                                                                 | 6–5      | Zambia                                          |
| ---------------------------------------------------------------------------------- | -------- | ----------------------------------------------- |
| - Kennedy 7' - Raso 35' - Musole 58' (l.n.) - Catley 65', 78' (ph.đ.) - Heyman 90' | Chi tiết | - B. Banda 1', 33', 45+2' - Kundananji 21', 56' |

| Úc | Zambia |

| GK               | 1  | Mackenzie Arnold  |     |     |
| RB               | 12 | Ellie Carpenter   |     |     |
| CB               | 14 | Alanna Kennedy    | 87' |     |
| CB               | 15 | Clare Hunt        |     |     |
| LB               | 7  | Steph Catley (c)  |     |     |
| RM               | 16 | Hayley Raso       |     | 57' |
| CM               | 6  | Katrina Gorry     |     | 57' |
| CM               | 8  | Kyra Cooney-Cross |     |     |
| LM               | 9  | Caitlin Foord     |     |     |
| SS               | 10 | Emily van Egmond  |     | 57' |
| CF               | 11 | Mary Fowler       |     |     |
| Thay người:      |    |                   |     |     |
| DF               | 3  | Kaitlyn Torpey    |     | 57' |
| FW               | 2  | Michelle Heyman   |     | 57' |
| MF               | 17 | Clare Wheeler     |     | 57' |
| Huấn luyện viên: |    |                   |     |     |
| Tony Gustavsson  |    |                   |     |     |

| GK               | 18 | Ngambo Musole      |     |     |
| RB               | 4  | Esther Siamfuko    |     |     |
| CB               | 16 | Esther Muchinga    | 77' |     |
| CB               | 3  | Lushomo Mweemba    |     |     |
| LB               | 13 | Martha Tembo       |     |     |
| RM               | 20 | Racheal Nachula    |     | 83' |
| CM               | 15 | Hellen Chanda      |     |     |
| CM               | 7  | Misozi Zulu        |     | 66' |
| LM               | 17 | Racheal Kundananji |     |     |
| SS               | 9  | Kabange Mupopo     |     | 83' |
| CF               | 11 | Barbra Banda (c)   |     |     |
| Thay người:      |    |                    |     |     |
| MF               | 6  | Rhoda Chileshe     |     | 66' |
| MF               | 12 | Avell Chitundu     |     | 83' |
| MF               | 14 | Prisca Chilufya    |     | 83' |
| Huấn luyện viên: |    |                    |     |     |
| Bruce Mwape      |    |                    |     |     |

| Trợ lý trọng tài: Migdalia Rodríguez (Venezuela) Mary Blanco (Colombia) Trọng tài thứ tư: Veronika Bernatskaia (Kyrgyzstan) Trợ lý trọng tài video: Leodán González (Uruguay) Trợ lý tổ trợ lý trọng tài video: Héctor Paletta (Argentina) |

### Hoa Kỳ vs Đức
| Hoa Kỳ                                        | 4–1      | Đức         |
| --------------------------------------------- | -------- | ----------- |
| - Smith 11', 44' - Swanson 26' - Williams 89' | Chi tiết | - Gwinn 22' |

| Hoa Kỳ | Đức |

| GK               | 1  | Alyssa Naeher     |     |       |
| RB               | 2  | Emily Fox         |     | 90+2' |
| CB               | 4  | Naomi Girma       |     |       |
| CB               | 12 | Tierna Davidson   |     | 44'   |
| LB               | 7  | Crystal Dunn      |     |       |
| DM               | 17 | Sam Coffey        | 22' |       |
| CM               | 10 | Lindsey Horan (c) |     |       |
| CM               | 16 | Rose Lavelle      |     |       |
| RF               | 5  | Trinity Rodman    |     | 90+2' |
| CF               | 9  | Mallory Swanson   |     |       |
| LF               | 11 | Sophia Smith      |     | 85'   |
| Thay người:      |    |                   |     |       |
| DF               | 14 | Emily Sonnett     |     | 44'   |
| FW               | 8  | Lynn Williams     |     | 85'   |
| DF               | 13 | Jenna Nighswonger |     | 90+2' |
| DF               | 6  | Casey Krueger     |     | 90+2' |
| Huấn luyện viên: |    |                   |     |       |
| Emma Hayes       |    |                   |     |       |

| GK                         | 12 | Ann-Katrin Berger  |     |     |
| RB                         | 15 | Giulia Gwinn       |     |     |
| CB                         | 3  | Kathrin Hendrich   | 18' |     |
| CB                         | 5  | Marina Hegering    |     |     |
| LB                         | 19 | Felicitas Rauch    |     |     |
| RM                         | 16 | Jule Brand         |     |     |
| CM                         | 6  | Janina Minge       |     |     |
| CM                         | 11 | Alexandra Popp (c) |     | 77' |
| LM                         | 17 | Klara Bühl         |     |     |
| CF                         | 9  | Sjoeke Nüsken      |     | 68' |
| CF                         | 7  | Lea Schüller       |     |     |
| Thay người:                |    |                    |     |     |
| MF                         | 8  | Sydney Lohmann     |     | 68' |
| MF                         | 14 | Elisa Senß         |     | 77' |
| Huấn luyện viên tạm quyền: |    |                    |     |     |
| Horst Hrubesch             |    |                    |     |     |

| Trợ lý trọng tài: Maximiliano Del Yesso (Argentina) Facundo Rodríguez (Argentina) Trọng tài thứ tư: Anahí Fernández (Uruguay) Trợ lý trọng tài video: Tatiana Guzmán (Nicaragua) Trợ lý tổ trợ lý trọng tài video: Katalin Kulcsár (Hungary) |

### Úc vs Hoa Kỳ
| Úc              | 1–2      | Hoa Kỳ                    |
| --------------- | -------- | ------------------------- |
| - Kennedy 90+2' | Chi tiết | - Rodman 43' - Albert 77' |

| Úc | Hoa Kỳ |

| GK               | 1               | Mackenzie Arnold  |       |     |
| RB               | 12              | Ellie Carpenter   |       |     |
| CB               | 14              | Alanna Kennedy    |       |     |
| CB               | 15              | Clare Hunt        |       |     |
| LB               | 7               | Steph Catley (c)  |       |     |
| CM               | 6               | Katrina Gorry     |       | 59' |
| CM               | 3               | Kaitlyn Torpey    |       | 59' |
| RW               | 16              | Hayley Raso       |       | 85' |
| AM               | 8               | Kyra Cooney-Cross |       | 46' |
| LW               | 9               | Caitlin Foord     |       |     |
| CF               | 11              | Mary Fowler       |       |     |
| Thay người:      |                 |                   |       |     |
| MF               | 17              | Clare Wheeler     |       | 46' |
| FW               | 2               | Michelle Heyman   |       | 59' |
| MF               | 10              | Emily van Egmond  |       | 59' |
| MF               | 13              | Tameka Yallop     |       | 85' |
| Huấn luyện viên: |                 |                   |       |     |
| Tony Gustavsson  | Tony Gustavsson | Tony Gustavsson   | 45+1' |     |

| GK               | 1  | Alyssa Naeher     |     |     |
| RB               | 2  | Emily Fox         |     | 65' |
| CB               | 4  | Naomi Girma       |     |     |
| CB               | 14 | Emily Sonnett     |     |     |
| LB               | 7  | Crystal Dunn      |     | 46' |
| DM               | 17 | Sam Coffey        | 3'  |     |
| CM               | 10 | Lindsey Horan (c) |     |     |
| CM               | 16 | Rose Lavelle      |     | 65' |
| RF               | 5  | Trinity Rodman    |     | 65' |
| CF               | 9  | Mallory Swanson   |     | 80' |
| LF               | 11 | Sophia Smith      |     |     |
| Thay người:      |    |                   |     |     |
| DF               | 13 | Jenna Nighswonger |     | 46' |
| FW               | 8  | Lynn Williams     |     | 65' |
| MF               | 3  | Korbin Albert     | 67' | 65' |
| DF               | 6  | Casey Krueger     |     | 65' |
| MF               | 20 | Croix Bethune     |     | 80' |
| Huấn luyện viên: |    |                   |     |     |
| Emma Hayes       |    |                   |     |     |

| Trợ lý trọng tài: Cyril Mugnier (Pháp) Mehdi Rahmouni (Pháp) Trọng tài thứ tư: Anahí Fernández (Uruguay) Trợ lý trọng tài video: Jérôme Brisard (Pháp) Trợ lý tổ trợ lý trọng tài video: Carlos del Cerro Grande (Tây Ban Nha) |

### Zambia vs Đức
| Zambia         | 1–4      | Đức                                         |
| -------------- | -------- | ------------------------------------------- |
| - B. Banda 49' | Chi tiết | - Schüller 10', 61' - Bühl 47' - Senß 90+5' |

| Zambia | Đức |

| GK               | 18 | Ngambo Musole      |     |     |
| RB               | 4  | Esther Siamfuko    |     |     |
| CB               | 5  | Pauline Zulu       |     |     |
| CB               | 3  | Lushomo Mweemba    |     |     |
| LB               | 13 | Martha Tembo       |     |     |
| RM               | 20 | Racheal Nachula    |     | 46' |
| CM               | 15 | Hellen Chanda      | 35' | 65' |
| CM               | 8  | Ochumba Lubandji   |     |     |
| LM               | 17 | Racheal Kundananji |     |     |
| SS               | 9  | Kabange Mupopo     |     |     |
| CF               | 11 | Barbra Banda (c)   |     |     |
| Thay người:      |    |                    |     |     |
| MF               | 14 | Prisca Chilufya    |     | 46' |
| MF               | 21 | Mary Wilombe       |     | 65' |
| Huấn luyện viên: |    |                    |     |     |
| Bruce Mwape      |    |                    |     |     |

| GK                         | 12 | Ann-Katrin Berger  |  |     |
| RB                         | 15 | Giulia Gwinn       |  |     |
| CB                         | 3  | Kathrin Hendrich   |  | 22' |
| CB                         | 4  | Bibiane Schulze    |  |     |
| LB                         | 19 | Felicitas Rauch    |  |     |
| RM                         | 16 | Jule Brand         |  | 46' |
| CM                         | 6  | Janina Minge       |  |     |
| CM                         | 11 | Alexandra Popp (c) |  | 69' |
| LM                         | 17 | Klara Bühl         |  |     |
| CF                         | 9  | Sjoeke Nüsken      |  | 89' |
| CF                         | 7  | Lea Schüller       |  | 69' |
| Thay người:                |    |                    |  |     |
| DF                         | 13 | Sara Doorsoun      |  | 22' |
| FW                         | 18 | Vivien Endemann    |  | 46' |
| FW                         | 10 | Laura Freigang     |  | 69' |
| MF                         | 8  | Sydney Lohmann     |  | 69' |
| MF                         | 14 | Elisa Senß         |  | 89' |
| Huấn luyện viên tạm quyền: |    |                    |  |     |
| Horst Hrubesch             |    |                    |  |     |

| Trợ lý trọng tài: Makoto Bozono (Nhật Bản) Naomi Teshirogi (Nhật Bản) Trọng tài thứ tư: Frida Klarlund (Đan Mạch) Trợ lý trọng tài video: Ivan Bebek (Croatia) Trợ lý tổ trợ lý trọng tài video: Mahmoud Ashour (Ai Cập) |

## Kỷ luật của bảng đấu
Điểm kỷ luật sẽ được sử dụng như một tiêu chí xếp hạng nếu thành tích chung cuộc và thành tích đối đầu của các đội bằng nhau. Điểm này được tính dựa trên số thẻ vàng và thẻ đỏ nhận được trong tất cả các trận đấu vòng bảng như sau:
- thẻ vàng thứ nhất: trừ 1 điểm;
- thẻ đỏ gián tiếp (thẻ vàng thứ hai): trừ 3 điểm;
- thẻ đỏ trực tiếp: trừ 4 điểm;
- thẻ vàng và thẻ đỏ trực tiếp: trừ 5 điểm;

Chỉ một trong số các khoản trừ trên được áp dụng cho một cầu thủ trong một trận đấu duy nhất.
| Đội    | Trận 1   | Trận 1                                    | Trận 1 | Trận 1            | Trận 2   | Trận 2                                    | Trận 2 | Trận 2            | Trận 3   | Trận 3                                    | Trận 3 | Trận 3            | Điểm |
| Đội    | Thẻ vàng | Thẻ vàng · Thẻ vàng-đỏ (thẻ đỏ gián tiếp) | Thẻ đỏ | Thẻ vàng · Thẻ đỏ | Thẻ vàng | Thẻ vàng · Thẻ vàng-đỏ (thẻ đỏ gián tiếp) | Thẻ đỏ | Thẻ vàng · Thẻ đỏ | Thẻ vàng | Thẻ vàng · Thẻ vàng-đỏ (thẻ đỏ gián tiếp) | Thẻ đỏ | Thẻ vàng · Thẻ đỏ | Điểm |
| ------ | -------- | ----------------------------------------- | ------ | ----------------- | -------- | ----------------------------------------- | ------ | ----------------- | -------- | ----------------------------------------- | ------ | ----------------- | ---- |
| Đức    | 1        |                                           |        |                   | 1        |                                           |        |                   |          |                                           |        |                   | –2   |
| Úc     | 1        |                                           |        |                   | 1        |                                           |        |                   | 1        |                                           |        |                   | –3   |
| Hoa Kỳ | 1        |                                           |        |                   | 1        |                                           |        |                   | 2        |                                           |        |                   | –4   |
| Zambia | 1        |                                           | 1      |                   | 1        |                                           |        |                   | 1        |                                           |        |                   | –7   |